# Amazon Kindle
Amazon Kindle (dal verbo inglese to kindle = accendere un fuoco, per estensione muovere un'emozione) è un lettore di libri elettronici commercializzato da Amazon: destinato dapprima al mercato statunitense, è stato poi lanciato in tutto il mondo a partire da ottobre 2009, inizialmente solo nella versione in lingua inglese; a partire dal 1º dicembre 2011 è disponibile anche per il mercato italiano.

## Descrizione
Si tratta di un lettore di libri elettronici che permette di connettersi al Kindle Store di Amazon per acquistare e scaricare varie tipologie di contenuti digitali, come e-book, giornali e riviste. Il dispositivo è venduto attraverso la rete dal sito statunitense Amazon.com, mentre il software è proprietario ed è basato su kernel Linux con il sistema che integra la tecnologia DRM.
Si basa su una particolare tecnologia denominata “inchiostro elettronico”, pensata proprio per imitare l’aspetto dell’inchiostro su un normale foglio di carta. Questo tipo di innovazione permette al lettore di leggere per molte ore, senza affaticare la vista. Cosa che invece si verifica piuttosto spesso quando si utilizzano normali dispositivi come pc e tablet.

## Kindle originale

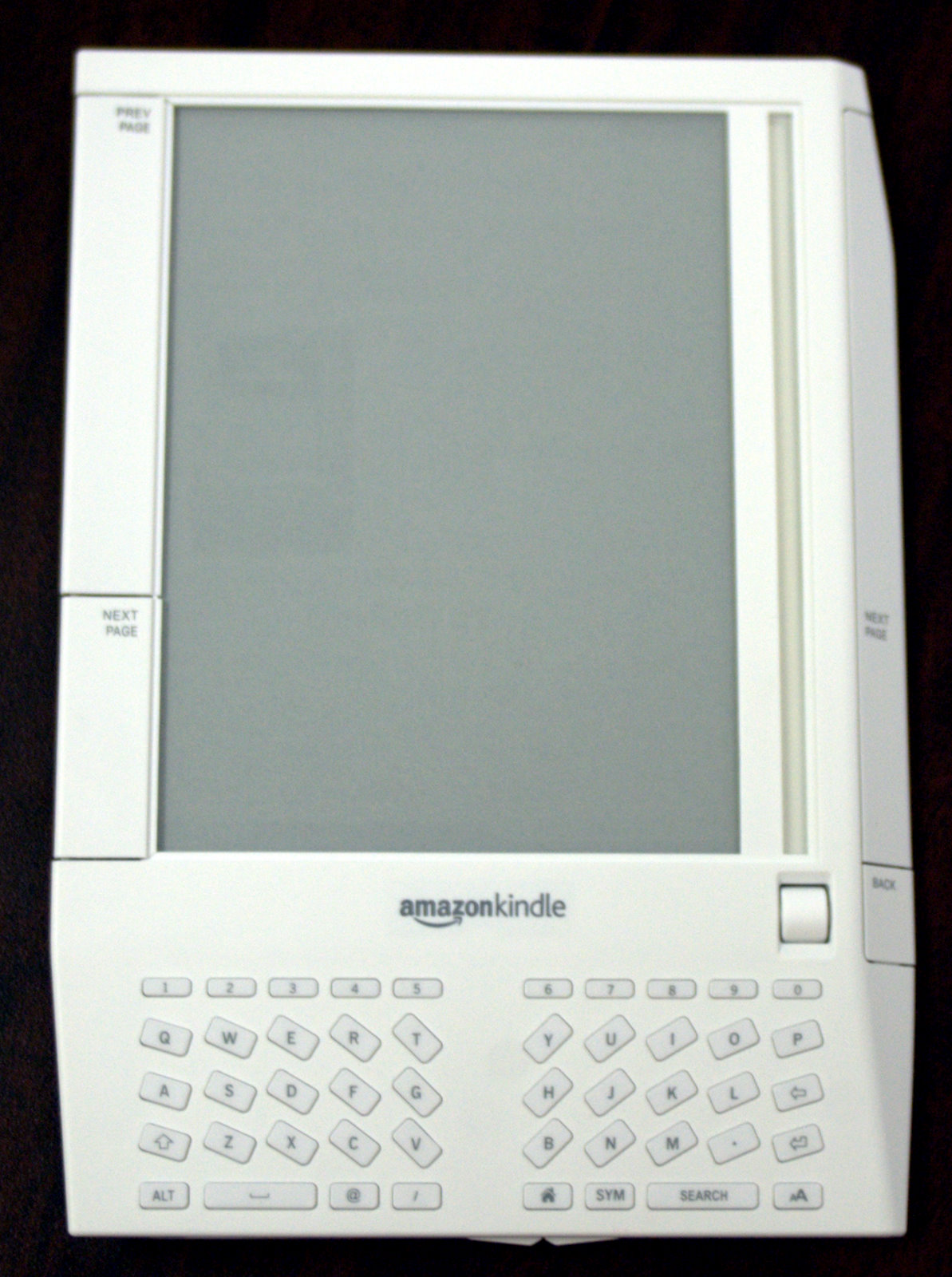
Kindle

- schermo da 6 pollici di diagonale, con tecnologia E-ink
- definizione di 600 × 800 pixel e risoluzione di 167 punti per pollice
- dimensioni: 19,1 × 13,5 centimetri, spessore di 1,8 cm
- peso di 292g
- processore Marvell XScale PXA255 400 MHz, ARMv5

## Kindle 2
Caratteristiche tecniche:

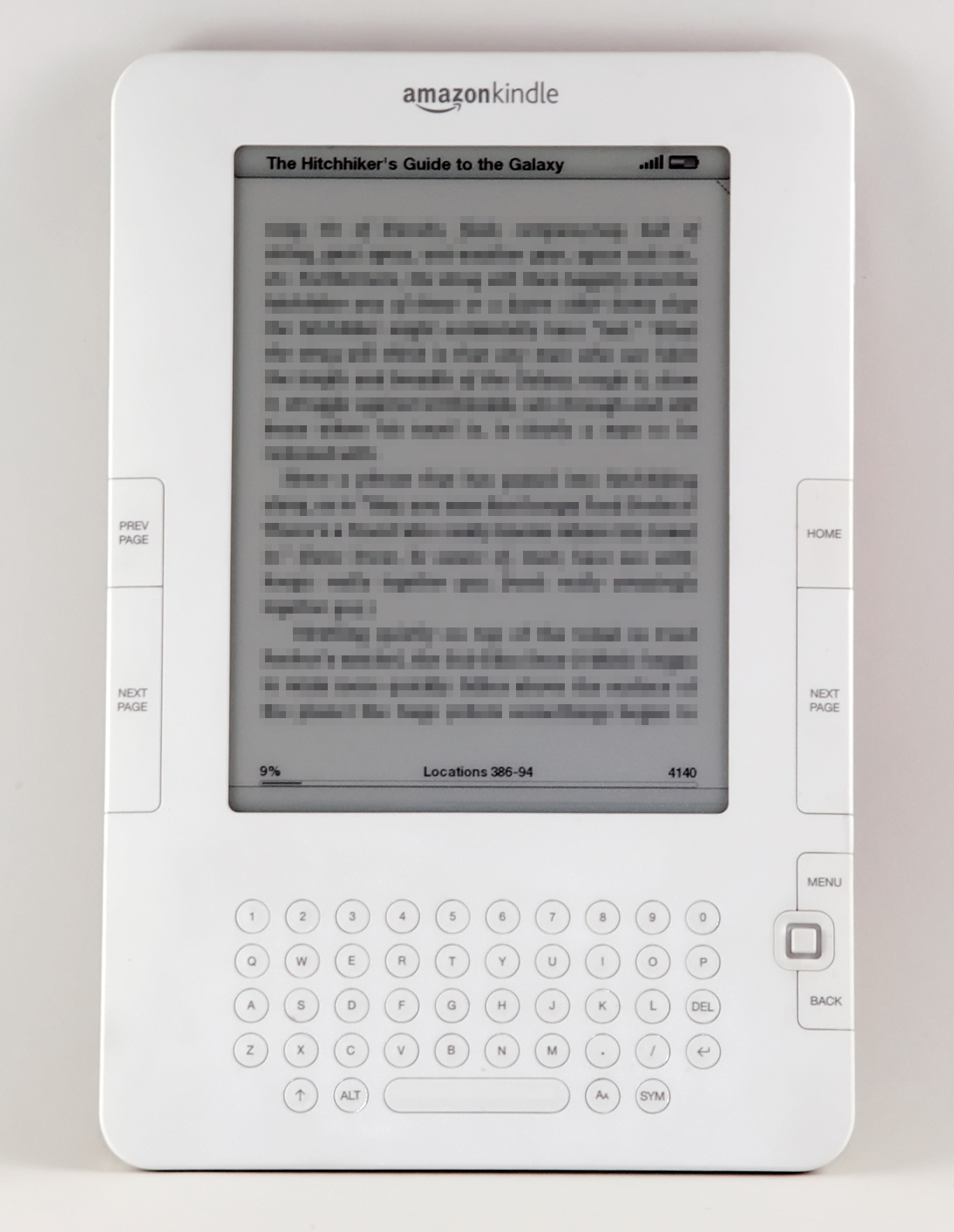
Kindle 2

- schermo da 6 pollici di diagonale, con tecnologia E-ink
- definizione di 600 × 800 pixel e risoluzione di 167 punti per pollice
- dimensioni: circa 20,3 cm x 13,4 cm x 0,9 cm
- peso: circa 310 g
- rotazione della visualizzazione: manuale
- capacità della memoria: 2 GB totali; 1,4 GB disponibili per l'utente (=1.500 volumi digitali circa)
- autonomia: da 4 giorni di lettura (con wi-fi attivo) a 2 settimane (spegnendo il collegamento wi-fi)
- connettività: modem HSDPA (3G) compatibile EDGE/GPRS
- porta USB: USB 2.0 di formato micro-B
- audio: stereo jack da 3,5 mm, altoparlante stereo posto nel retro
- formati leggibili: DOC, TXT, PDF, HTML, JPEG, GIF, PNG, BMP (previa conversione), MP3, MOBI (senza protezione), Kindle (AZW)

Le pagine si sfogliano con appositi pulsanti di navigazione. Si può acquistare un libro direttamente dal portale Kindle anche senza disporre di una connessione ad Internet: è sufficiente una copertura telefonica, in quanto il trasferimento sfrutta la rete dati dei cellulari.

## Kindle DX
Caratteristiche tecniche:

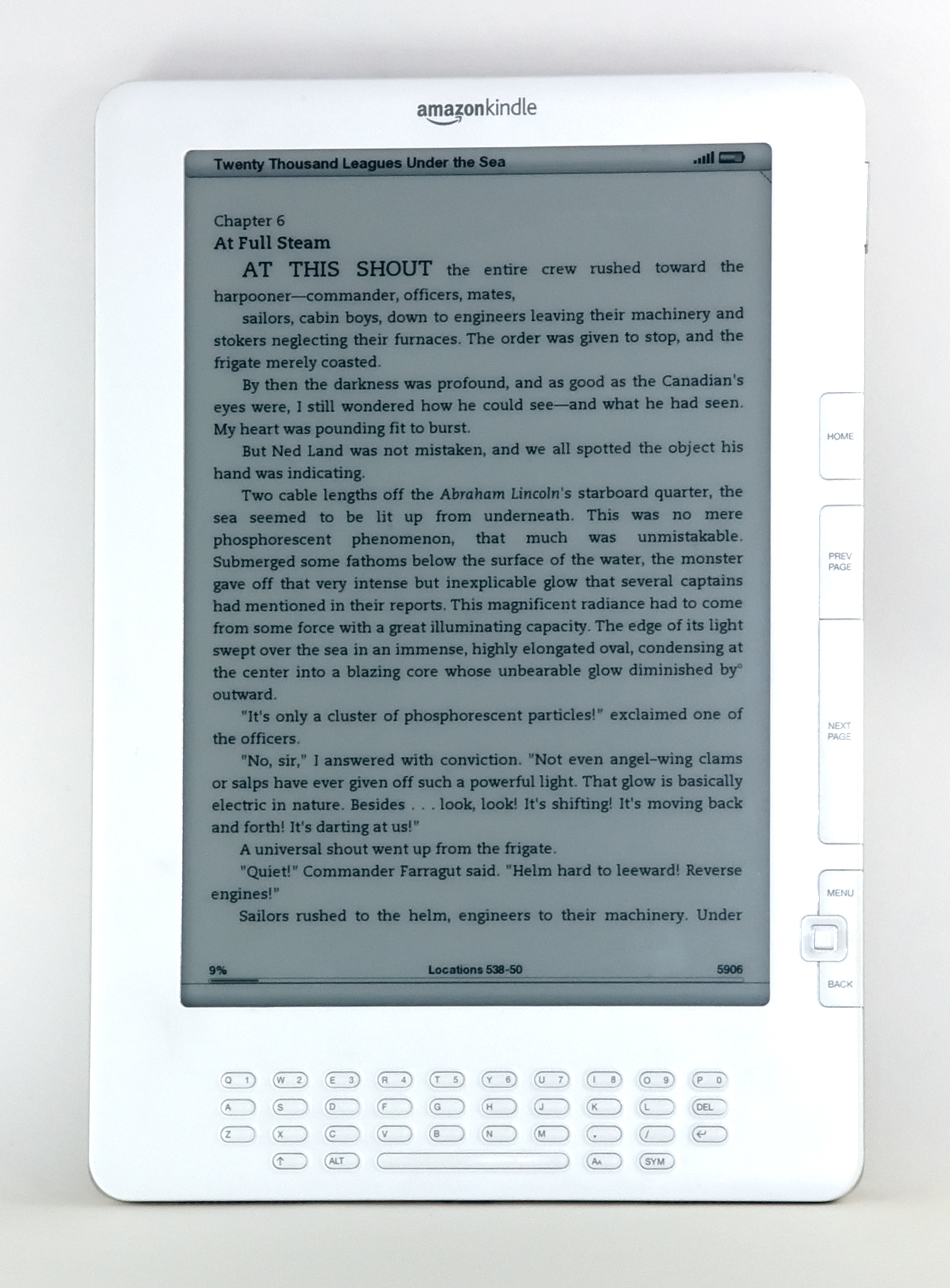
Kindle DX

- schermo: 9,7 pollici di diagonale con tecnologia E-ink, 1200 × 824 di risoluzione a 150 punti per pollice, 16-livelli di scala di grigio
- dimensioni: circa 26,4 cm × 18,3 cm × 1 cm
- peso: circa 535 g
- capacità della memoria: 4 GB totali, 3,3 GB disponibili per l'utente (=3000 volumi digitali circa)
- autonomia: da 4 giorni di lettura (con wifi attivo) a 2 settimane (spegnendo il collegamento wifi)
- rotazione della visualizzazione: automatica, ruotando lo schermo la visualizzazione passa da verticale a orizzontale e viceversa.

La tipologia di navigazione e la possibilità di acquistare materiale on-line è simile al modello precedente.

## Kindle 3 (Kindle Keyboard)

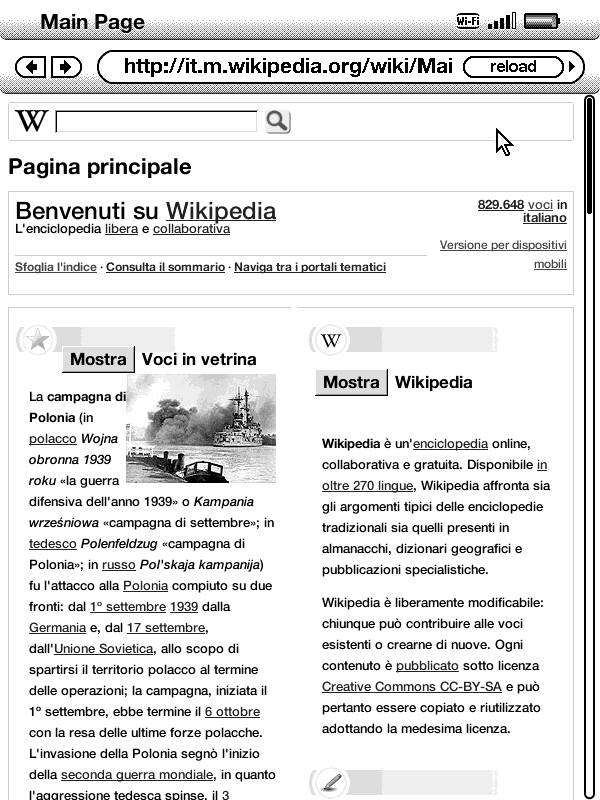
Screenshot di Wikipedia su Kindle 3

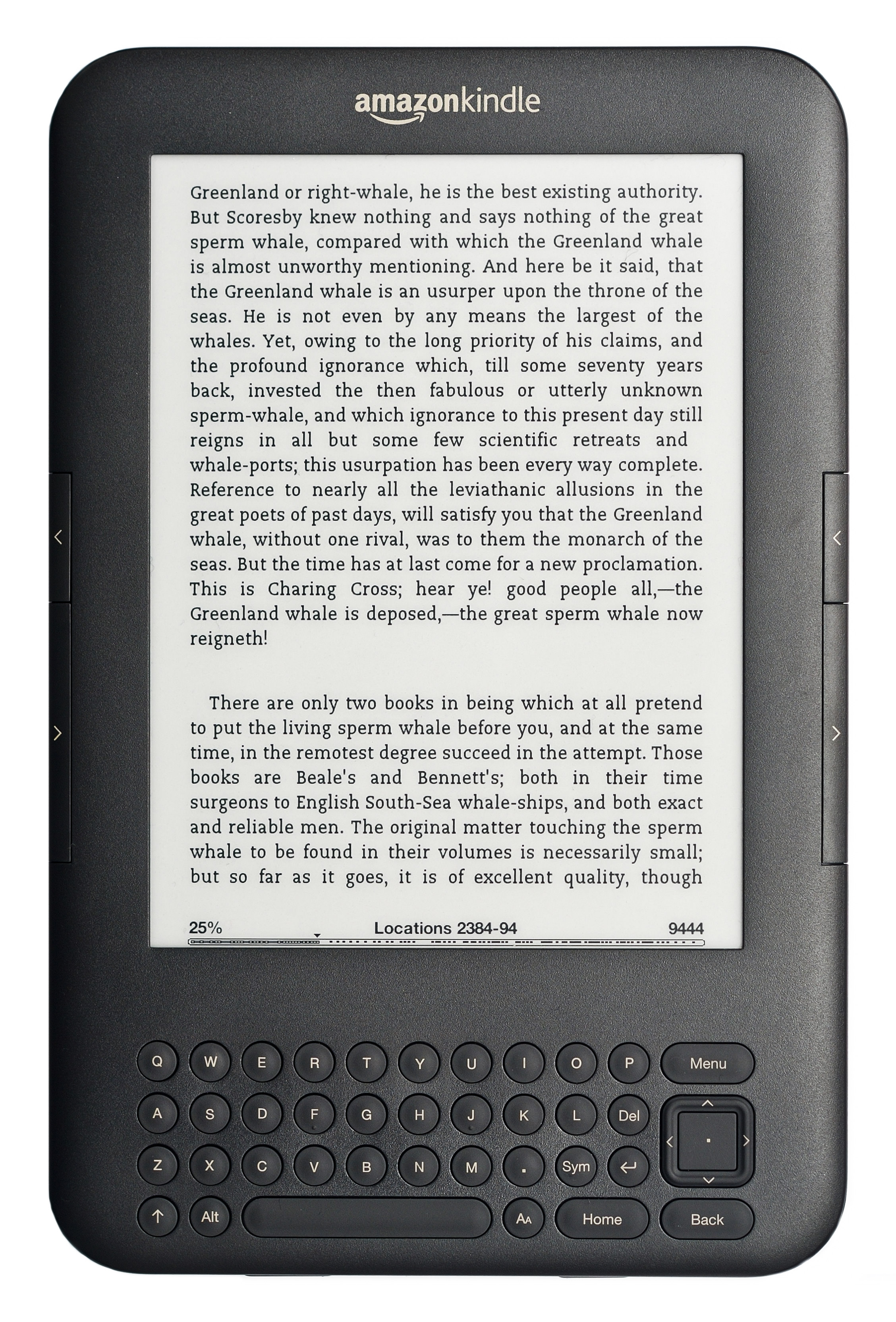
Kindle di terza generazione "Kindle Keyboard"

Annunciato da Amazon il 28 luglio 2010, il Kindle 3 è disponibile in due versioni, una con la sola connessione Wi-Fi ed un'altra con la possibilità di connettersi in modalità 3G. Entrambi i modelli utilizzano il nuovo display E-ink "Pearl", una batteria maggiorata a 1750 mAh, una memoria interna di 4 GB, il modem AnyDATA DTP-600W 3G GSM e la scheda Wi-Fi Atheros AR6102G 802.11bg.
- Risoluzione: 800 x 600 punti e risoluzione di 167 punti per pollice (come il Kindle 2)
- Rotazione della visualizzazione: manuale (come il Kindle 2)
- Porta USB: USB 2.0 di formato micro-B (come il Kindle 2)
- Audio: stereo jack da 3,5 mm, altoparlante stereo posto nel retro (come il Kindle 2)
- Formati leggibili: DOC, TXT, PDF, HTML, JPEG, GIF, PNG, BMP (previa conversione), MP3, MOBI (senza protezione), Kindle (AZW) (come il Kindle 2), PRC.
- Dimensioni: 190 mm x 123 mm x 8.5 mm.
- Peso: 241 grammi.

La terza generazione di Kindle supporta inoltre altri font ed i caratteri Unicode, inoltre è stato inserito un browser basato sul motore WebKit.
Nel settembre 2011 con l'introduzione della quarta generazione di Kindle, il Kindle 3 è stato rinominato Kindle Keyboard per differenziarlo dai nuovi prodotti sui quali non è più presente una tastiera fisica.

## Kindle 4 (Kindle e Kindle Touch)

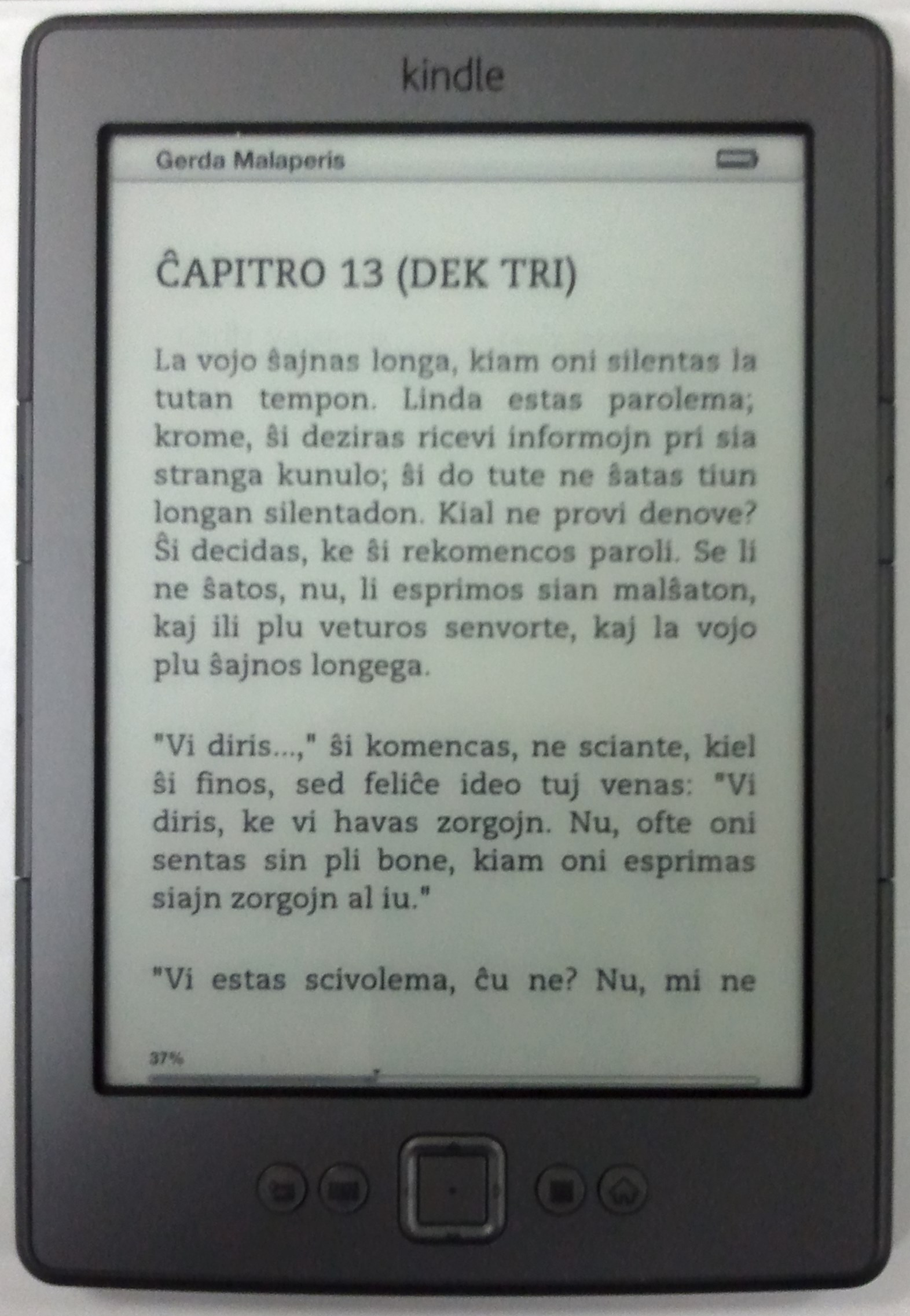
Kindle 4

Il 28 settembre 2011 Amazon ha presentato al pubblico la quarta generazione di Kindle. Non si tratta di un unico oggetto ma di 3 nuovi lettori, due dei quali dotati di schermo tattile. Il modello base si chiama semplicemente Kindle e pur condividendo lo stesso schermo dei lettori della terza generazione è più leggero e più piccolo: 170 grammi di peso e dimensioni di 16,6 cm x 11,4 cm x 0,87 cm. Lo schermo è da 6 pollici (15 cm) ad inchiostro elettronico E InkPearl da 167 ppi e 16 sfumature di grigio. Non è provvisto di tastiera ma di un joypad multifunzione posizionato sul lato inferiore dello strumento.
A questo modello si affianca il Kindle Touch che sfrutta un sistema di rilevazione tattile a infrarossi eliminando così definitivamente la necessità di una tastiera o di altri tasti meccanici. Questo modello però risulta leggermente più pesante, 213 grammi, e leggermente più grande (172 mm x 120 mm x 10.1 mm) del modello base.
La quarta generazione di Kindle è disponibile in Italia, da febbraio  2012, sul sito italiano di Amazon: tutti i lettori in questione sono multilingue, permettendo all'utente di scegliere tra italiano, francese, inglese, tedesco, spagnolo e portoghese.

## Kindle 5 (Kindle e Kindle Paperwhite)

### Kindle
Amazon ha annunciato una nuova versione del Kindle il 6 settembre 2012. Il prezzo parte da 69 dollari. Il nuovo Kindle ha anche un case nero (rispetto a quello vecchio che era disponibile solo in versione grigio-argento), con contrasto migliore. Si dichiara di avere velocizzato del 15% il cambio di pagina. Il display ha una risoluzione di 167 ppi ed è il Kindle più leggero di sempre (170 grammi).
Ad aprile 2015 Amazon ha reso disponibile per i mercati di Cina e Giappone una versione speciale di Kindle. Questa versione è dotata di un touchscreen e-paper con risoluzione 800 x 600, connessione WiFi e 4GB di spazio, ma rispetto agli altri dispositivi è completamente bianca.

### Kindle Paperwhite

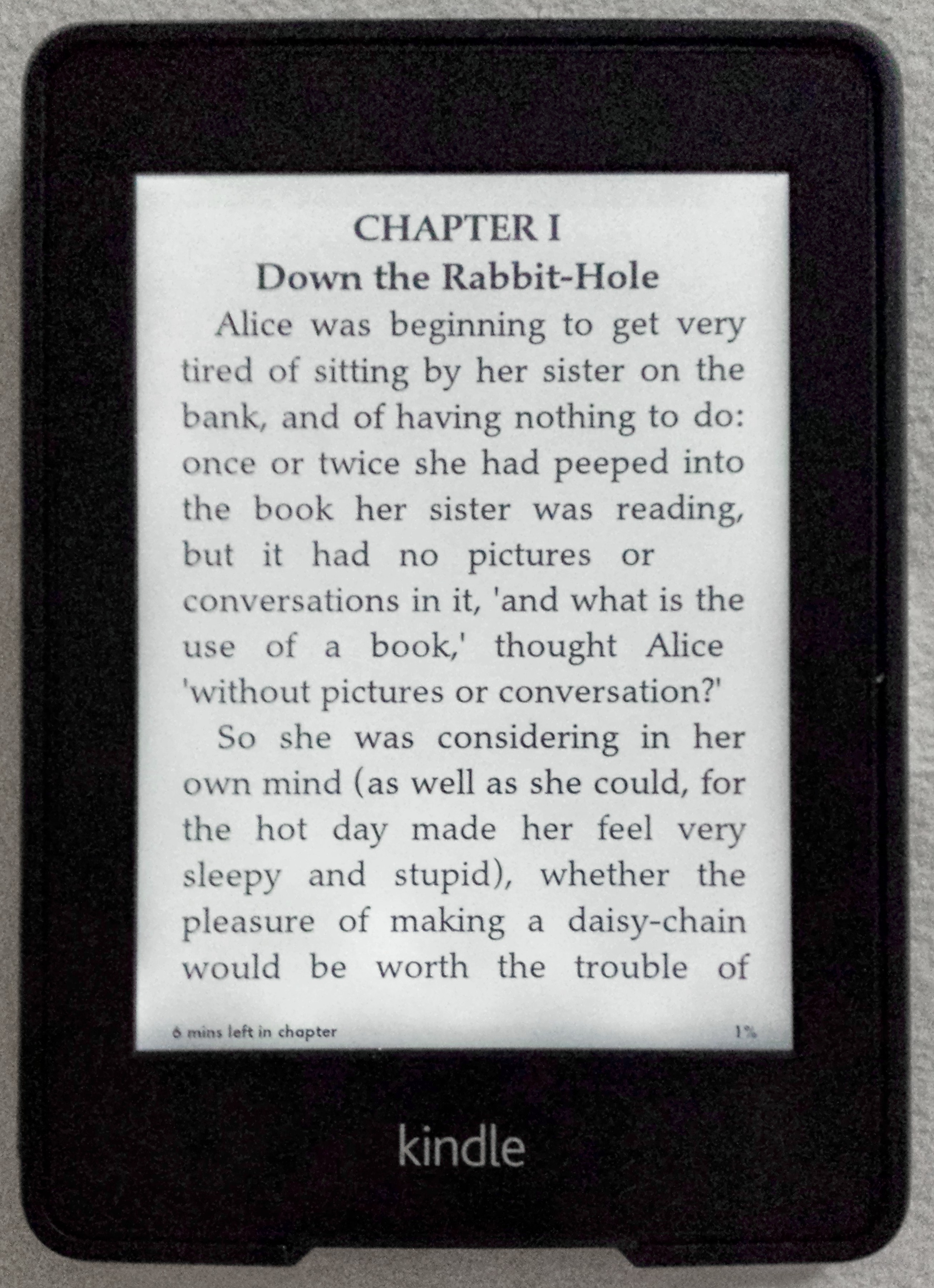
Kindle Paperwhite

Il Kindle Paperwhite è stato messo in commercio il 1º ottobre 2012 negli Stati Uniti. Ha un display da 6", 212 ppi (una risoluzione quasi-XGA di 758×1024) con luce integrata, ed ha 2GB di memoria interna (1,25 GB utilizzabile). È disponibile in Wi-Fi (129 euro) e Wi-Fi+3G (189 euro). La luce è una delle caratteristiche principali del Paperwhite, la tecnologia si basa sull'indirizzamento della luce dall'alto verso lo schermo invece che proiettarla in direzione degli occhi, come accade con gli schermi retroilluminati, per sforzare meno la vista. Tuttavia il livello di luce deve essere regolato manualmente.
Le restrizioni di accesso 3G sono le stesse del Kindle Touch e l'utilizzo dei dati 3G è limitato a 50 MB al mese, dati aggiuntivi possono essere acquistati. La durata della batteria è dichiarata fino a 8 settimane, calcolata per una lettura giornaliera di mezz'ora, con wireless disattivato e luce regolata a 10. Tale utilizzo equivale in realtà a 28 ore. Questo modello è stato il primo Kindle che monitora la velocità di lettura per farvi sapere quanto tempo impiegherete per finire un capitolo o un libro, questa caratteristica è stata poi inclusa con gli aggiornamenti ai modelli di Kindle Fire, Kindle Fire HD e Kindle Touch.
Poco dopo la messa in vendita, alcuni utenti lamentavano problemi all'illuminazione. Anche se non molto diffusa, alcuni utenti hanno trovato incoerenze sull'illuminazione che causerebbero ombre irregolari nel bordo inferiore dello schermo. Inoltre, alcuni utenti si sono lamentati che la luce può solo essere regolata ma non spenta completamente. Tuttavia la luce può essere spenta con l'installazione di una patch di produzione amatoriale. Nel novembre 2012, Amazon ha diffuso il firmware 5.3.0 che include correzioni generali di bug e che ha permesso agli utenti di disattivare i contenuti consigliati della schermata iniziale.

## Kindle 6 (Kindle Paperwhite)
Amazon ha annunciato la seconda generazione di Kindle Paperwhite (chiamato semplicemente anche "nuovo Kindle Paperwhite") il 3 settembre 2013. La versione dotata di Wi-Fi è uscita per il mercato statunitense il 30 settembre 2013 mentre quella dotata di connettività 3G/Wi-Fi il 5 novembre 2013.
Rispetto alla versione dell'anno precedente, il nuovo Paperwhite ha una memoria interna da 4GB, presenta uno schermo e-ink carta con maggior contrasto, è stata migliorata l'illuminazione dello schermo (risolvendo alcuni problemi lamentati nella versione precedente), inserito un processore più veloce (del 25%) che rende il dispositivo più fluido. Ha lo stesso schermo (da 6", 212 ppi) del primo Paperwhite. Il browser web sperimentale è identico a quello presente sul modello dell'anno precedente.

## Kindle 7 (Kindle e Kindle Voyage)
Le nuove versioni di Kindle (privo di tasti e con schermo touch) e Kindle Voyage, presentati il 17 settembre 2014, sono rispettivamente il modello entry-level economico e il modello più avanzato della settima generazione di Kindle. Rispetto alle versioni precedenti, hanno un processore più veloce (20%), il doppio della memoria (4 gb) e una nuova interfaccia utente.
In particolare, il Kindle Voyage presenta uno schermo con una risoluzione di 300 ppi, un sensore di luminosità ambientale, un nuovo sistema di cambio pagina tattile e uno spessore di 7,6 mm. Da segnalare anche l'uso di un pannello di vetro anteriore e la possibilità di utilizzare più account Amazon contemporaneamente per condividere libri.

## Kindle 8 (Paperwhite)
Ottava generazione del Kindle che introduce un display con una densità dei pixel di 300 ppi e nuovi font più leggibili per non affaticare la vista.

## Kindle Scribe
Messo in commercio il 30 novembre 2022, possiede uno schermo da 10,2" che riesce a raggiungere 300 ppi di luminosità.
Questa particolare versione di Kindle, è disposta di un pennino Wacom: quest’ultima permette di poter prendere appunti, simulando dunque una scrittura con carta e penna.

## Kindle Fire e Kindle Fire HD

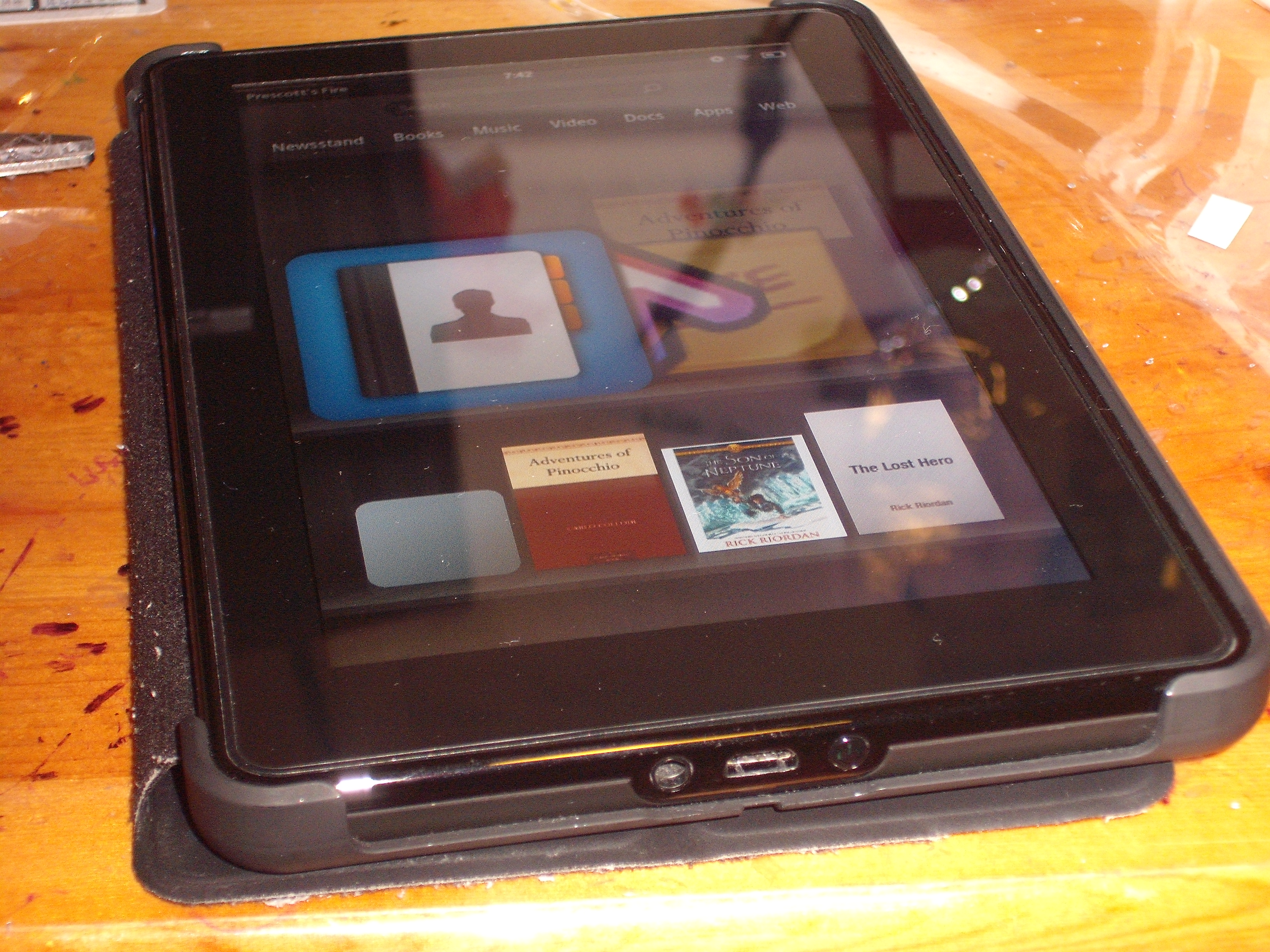
Kindle Fire

Il Kindle Fire è un tablet computer che può quindi essere usato, come tutti i tablet, per leggere i libri elettronici, tuttavia l'uso di un dispositivo dedicato come il Kindle o il Paperwhite è maggiormente indicato per la lettura di e-book (minor peso, minor consumo di batteria, nessun fastidio dovuto alla luce che non viene indirizzata verso gli occhi del lettore).
Ovviamente come per tutti gli altri tablet, il Kindle Fire ha un browser web e un negozio di applicazioni incluso nel dispositivo. È stato presentato nel 2012 e usa un fork di Android 4 Ice Cream Sandwich. Successivamente è stato presentato il Kindle Fire HD (versione di Kindle Fire con schermo HD).

## Kindle Fire HD, Kindle Fire HDX e Kindle Fire HDX 8,9"
Presentati nel 2013, Kindle Fire HD e Kindle Fire HDX sono i rispettivi successori del Kindle Fire (2012) e del Kindle Fire HD (2012). Alla gamma è stato aggiunto anche un Kindle Fire HDX con schermo da 8,9".

## Kindle Fire HD, Fire HDX e Fire HD Kids Edition (2014)
Aggiornamento della gamma Fire 2013 che presenta, per il Fire HD, un display ad alta definizione e un processore quad-core, per il Fire HDX un processore a 2,5 GHz e un display con una densità pixel di 339 ppi. Entrambi hanno pre-installato il sistema operativo "Fire Os 4 Sangria". Il Fire HD Kids Edition, è un dispositivo pensato per i bambini con una selezione di app adatta alla loro età e con una garanzia di 2 anni che copre qualsiasi danno.

## Kindle Fire HD 8 e Fire HD 10 (2015)
Aggiornamento della gamma 2014 che porta il display ad una dimensione di 8" (disponibile anche un modello da 10") e introduce un processore quad-core a 1,5 GHz.

## Fire
Un modello di Kindle Fire molto economico ($49) con uno schermo da 7" e un processore quad-core da 1,3 GHz.

## Kindle per altri dispositivi
La piattaforma Kindle è disponibile anche per altri dispositivi non costruiti su hardware proprietario Amazon. Esistono versioni per:
- iPhone
- PC Windows
- Mac Apple
- Blackberry
- iPad
- Android
- Windows Phone

## Kindle, Wikipedia e altri contenuti
Kindle 2, Kindle DX e Kindle 3 permettono di consultare Wikipedia con una ottimizzazione di mobile WP. Permettono anche di accedere gratuitamente ai contenuti del New Oxford American Dictionary.
Kindle 3 e successivi contengono una copia del New Oxford American Dictionary oltre ad una copia del Oxford Dictionary of English e di dizionari di altre lingue.